# Chorrera de San Mamés
El Chorro de San Mamés es una cascada situada en la parte norte de la vertiente sureste de la sierra de Guadarrama (sierra perteneciente al Sistema Central). Está dentro del término municipal de Navarredonda y San Mamés, en el norte de la Comunidad de Madrid (España).
Esta chorrera pertenece al arroyo de Pinilla, un afluente del río Lozoya. Tiene una altura de 30 m y está a una altitud de 1470 m sobre el nivel del mar. Las aguas de esta cascada bajan sobre una zona rocosa con una inclinación bastante uniforme, al igual que es la enchura de esta chorrera. Desde la pedanía de San Mamés sale un camino de tierra que asciende durante 3,5 km hasta llegar a la cascada, ubicada en un claro de un bosque de pino silvestre.